# Јавм Халима
Јавм Халима ("Дан Халима") је назив који се користи за битку која се одиграла између Гасанидских и Лахмидских арапа који u 6. веку.
Сматра се једном од најпознатијих битака предисламске Арабије,назив је добила по Халими, гасанидској принцези која је у бици помагала ратницима из свог племена . Тачан идентитет Гасанидског краља који се борио бици није сигуран, али се обично идентификује са Ел Харитом ибн Џабалом, главним византијског вазалним краљем који је водила честе сукобе са Лахмидима под њиховим против њиховог краља Ел Мундира II ибн ел Нумана. У Лакхмиди су заузврат били вазали Сасанидских Персијанаца, а вишегодишњи племенски рат између њих и Гасанида је комбинован у већећој мери због ривалства између Византије и Персије, који су Арапе у борбама користили као помоћне снаге.
Јам Халима се такође идентификује са битком коју су вођена у јуну 554 код Халкиде (Сирија), где се Гасаниди били суочени са једаним од Мундирових препада. У Лакхмиди су поражени и њихов краљ Мундир пао на бојном пољу, али је Харит изгубио старијег сина Џабалу.